# ألبرت واتسون (سياسي)
ألبرت واتسون (بالإنجليزية: Albert Watson)‏ هو محامي وقاضي وسياسي أمريكي، ولد في 30 أغسطس 1922 في سمتر في الولايات المتحدة، وتوفي في 25 سبتمبر 1994 في كولومبيا في الولايات المتحدة. حزبياً، نشط في الحزب الديمقراطي والحزب الجمهوري. وقد انتخب عضو مجلس نواب كارولاينا الجنوبية وانتخب عضو مجلس النواب الأمريكي.